# Kosmos 96
Kosmos 96 (ros. Космос-96) – radziecka sonda kosmiczna, która miała dotrzeć do Wenus w ramach programu Wenera. Nie zdołała opuścić orbity okołoziemskiej.

## Przebieg misji
Sonda została wystrzelona 23 listopada 1965 roku z kosmodromu Bajkonur. Była to ostatnia sonda typu 3MW. Po 528 sekundach od startu, wskutek przerwania przewodu paliwowego eksplodowała jedna z komór spalania silnika 3. stopnia rakiety. Wybuch uszkodził próbnik, odrywając co najmniej sześć fragmentów. W efekcie czwarty stopień, który miał skierować sondę do Wenus, nie mógł zadziałać poprawnie. Sonda pozostała na orbicie okołoziemskiej przez 16 dni.
9 grudnia 1965 roku nad południowo-zachodnim Ontario (Kanada) i co najmniej ośmioma stanami USA obserwowano jasny bolid. Na podstawie zdjęć ocenia się, że tor lotu tego obiektu był zbyt stromy jak na sondę Kosmos 96. Przypuszcza się, że był to raczej przypadkowy meteoroid lub niezidentyfikowany obiekt latający (incydent w Kecksburgu), a sama sonda spłonęła w atmosferze wcześniej tego samego dnia.
Radzieckim sondom, które pozostały na orbicie okołoziemskiej, nadawano oznaczenie Kosmos, niezależnie od tego jaki miał być cel misji. Zgodnie z tą praktyką sonda została nazwana Kosmos 96.